# Nesolagus timminsi
El conejo rayado annamita (Nesolagus timminsi) es una especie de mamífero lagomorfo de la familia Leporidae. La existencia de esta especie era desconocida para la ciencia hasta 1995, cuando el biólogo inglés Rob Timmins[cita requerida] descubrió individuos muertos que iban a ser vendidos para carne en un mercado del sur de la Cordillera Annamita, en Vietnam. Su distribución y costumbres continúan siendo un misterio; se han encontrado más ejemplares entre Vietnam y Laos.